# أضرار بغداد خلال حرب العراق
تعرضت مدينة بغداد لأضرار جسيمة خلال حرب العراق.

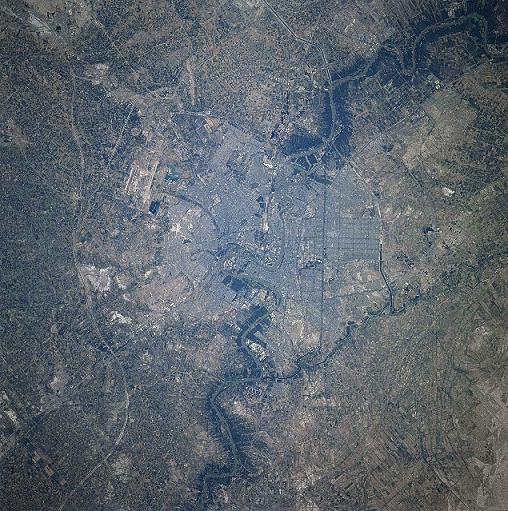
يبلغ عدد سكان بغداد حوالي 7 ملايين نسمة.

بدأت حرب العراق بغزو بقيادة الولايات المتحدة في 20 مارس 2003 مما تسبب في أضرار جسيمة للعاصمة بغداد. استمرت الحرب والأضرار الجانبية لسنوات.
في أكتوبر 2003 أجرى فريق مشترك بين الأمم المتحدة والبنك الدولي تقييمًا لاحتياجات التمويل لإعادة الإعمار في العراق خلال الفترة 2004-2007. أفادت دراسة أجراها المكتب المركزي العراقي للإحصاء بالتعاون مع الأمم المتحدة بناءً على مسوحات أجريت عام 2004 أن ثلث العراقيين يعيشون في فقر على الرغم من ثروات البلاد الطبيعية.

## العتبة العسكرية

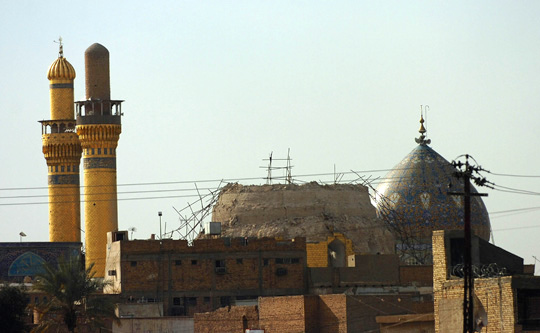
المسجد عام 2006 بعد القصف الأول

العتبة العسكرية تعرضت للقصف مرتين على مدى عامين.
في 22 فبراير 2006 الساعة 6:55 بالتوقيت المحلي (0355 بالتوقيت العالمي) وقعت انفجارات في المسجد مما أدى إلى تدمير القبة الذهبية بشكل فعال وإلحاق أضرار جسيمة بالمسجد. وكان عدة رجال ينتمون إلى الجماعات العراقية السنية المتمردة التابعة للقاعدة وكان أحدهم يرتدي زيا عسكريا قد دخلوا المسجد في وقت سابق وقيّدوا الحراس هناك ووضعوا متفجرات مما أدى إلى الانفجار. تم تفجير قنبلتين بواسطة خمسة إلى سبعة رجال يرتدون زي أفراد القوات الخاصة العراقية الذين دخلوا الضريح في الصباح.
حوالي الساعة الثامنة من صباح يوم 13 يونيو / حزيران 2007، دمر عناصر ينتمون إلى القاعدة الـ 36 متر (118 قدم) الباقية (مآذن ذهبية عالية تحيط بآثار القبة). ولم ترد أنباء عن سقوط قتلى. أفادت الشرطة العراقية عن سماع «انفجارين متزامنين تقريباً قادمان من داخل مجمع المسجد في حوالي الساعة 8 صباحاً» وذكر تقرير من تلفزيون العراقية الحكومي أن «مسؤولين محليين قالوا إن قذيفتي هاون أطلقت على المئذنتين».
اعتبارًا من أبريل 2009 تم ترميم القبة الذهبية والمآذن وأعيد فتح الضريح للزوار.

## الكهرباء
أثناء حرب الخليج عام 1991 تسبب القصف الجوي في إلحاق أضرار جسيمة بالشبكة الكهربائية التي كانت تشغل محطات الضخ وغيرها من المرافق لتوصيل مياه الشرب ومعالجة مياه الصرف الصحي. أدت العقوبات التي فرضتها الأمم المتحدة في ختام حرب الخليج إلى تفاقم هذه المشاكل من خلال حظر استيراد قطع غيار المعدات والمواد الكيميائية، مثل الكلور اللازم للتطهير.
أدى غزو العراق إلى مزيد من التدهور في إمدادات المياه والصرف الصحي وأنظمة الإمداد بالكهرباء في العراق. وجُردت محطات المعالجة ومحطات الضخ ومحطات التوليد من معداتها وإمداداتها وأسلاكها الكهربائية بواسطة اللصوص. كان كادر المهندسين وفنيو التشغيل الذي كان مبعثرًا أو غادر البلاد. واجهت جهود إعادة الإعمار أمة ذات بنية تحتية متدهورة بشدة.
في صيف 2004 الحار كانت الكهرباء متوفرة بشكل متقطع فقط في معظم مناطق المدينة. بحسب أحد أعضاء فريق عمل بول بريمر تفاقمت مشاكل الكهرباء بسبب الارتفاع المفاجئ في استخدام مكيفات الهواء.
لا تزال بغداد تعاني من انقطاع التيار الكهربائي المستمر.

## حديقة حيوانات بغداد
في غضون ثمانية أيام بعد غزو عام 2003 نجا 35 فقط من 700 حيوان في حديقة حيوان بغداد. كان هذا نتيجة لسرقة بعض الحيوانات من أجل غذاء الإنسان، وتجويع الحيوانات المحبوسة في الأقفاص التي ليس لديها طعام أو ماء. وكان من بين الناجين حيوانات أكبر مثل الأسود والنمور والدببة. على الرغم من الفوضى التي أحدثها الغزو، قام لورانس أنتوني الجنوب أفريقي وبعض حراس حديقة الحيوان برعاية الحيوانات وإطعام الحيوانات آكلة اللحوم بالحمير التي اشتروها محليًا.

## المواصلات
ازدادت مشاكل المرور في بغداد بشكل كبير منذ الغزو عام 2003، ويرجع الفضل في ذلك إلى تشكيل المنطقة الخضراء التي تسد الطرق، والقوانين الجديدة المتعلقة بملكية السيارات. توقف مترو بغداد عن العمل بشكل كامل حتى أكتوبر 2008.

### الجسور

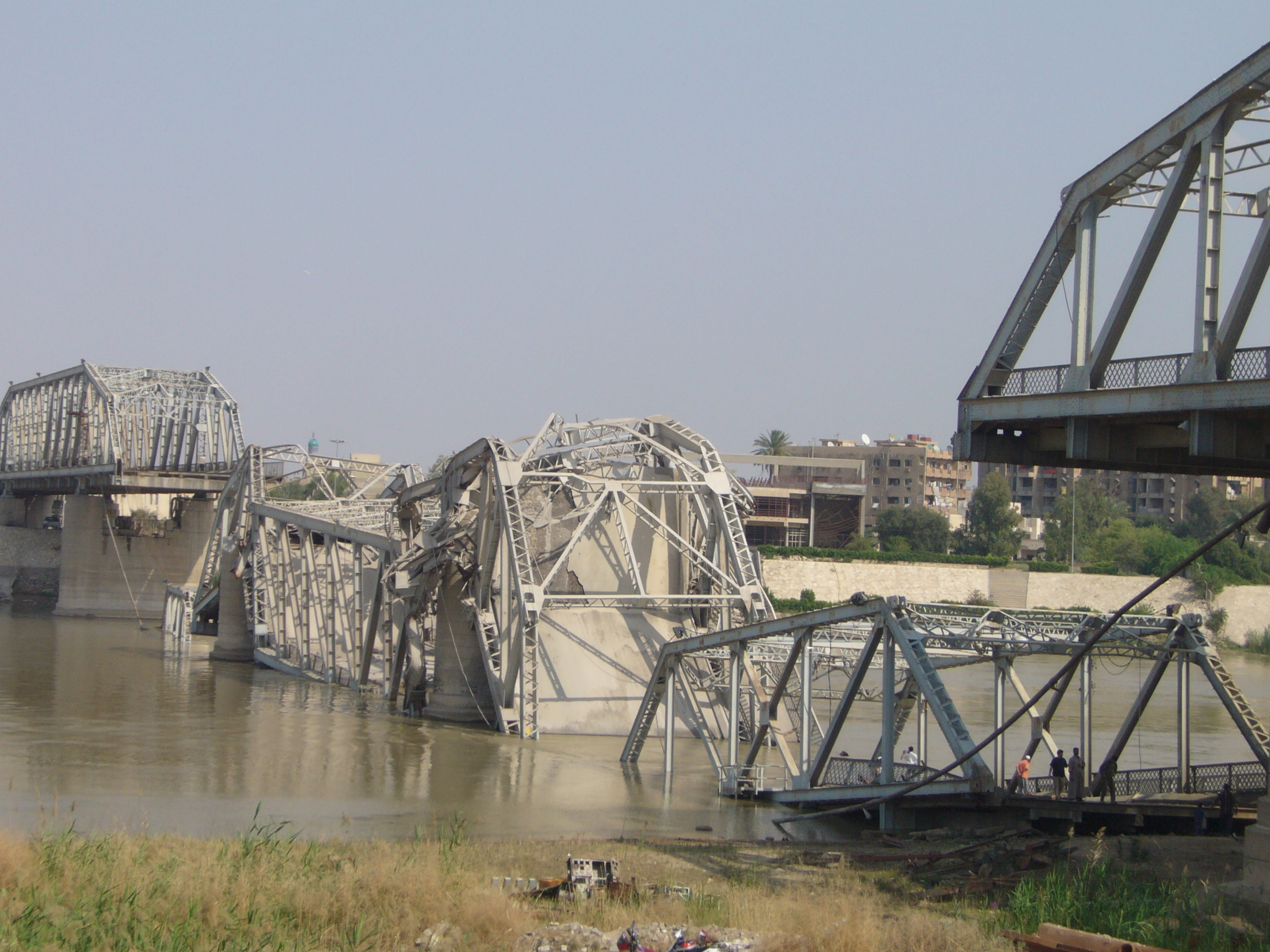
جسر الصرافية

استهدفت انفجارات كبيرة ثلاثة من جسور بغداد البالغ عددها 13 فوق نهر دجلة. تم تدمير جسر الصرافية بانفجار شاحنة مفخخة في 12 أبريل / نيسان 2007. قُتل ما لا يقل عن 10 أشخاص وأصيب 26 آخرون، على الرغم من ورود تقارير عن وقوع 20 آخرين محاصرين في سيارات انحرفت عن الجسر.

## الصرف الصحي

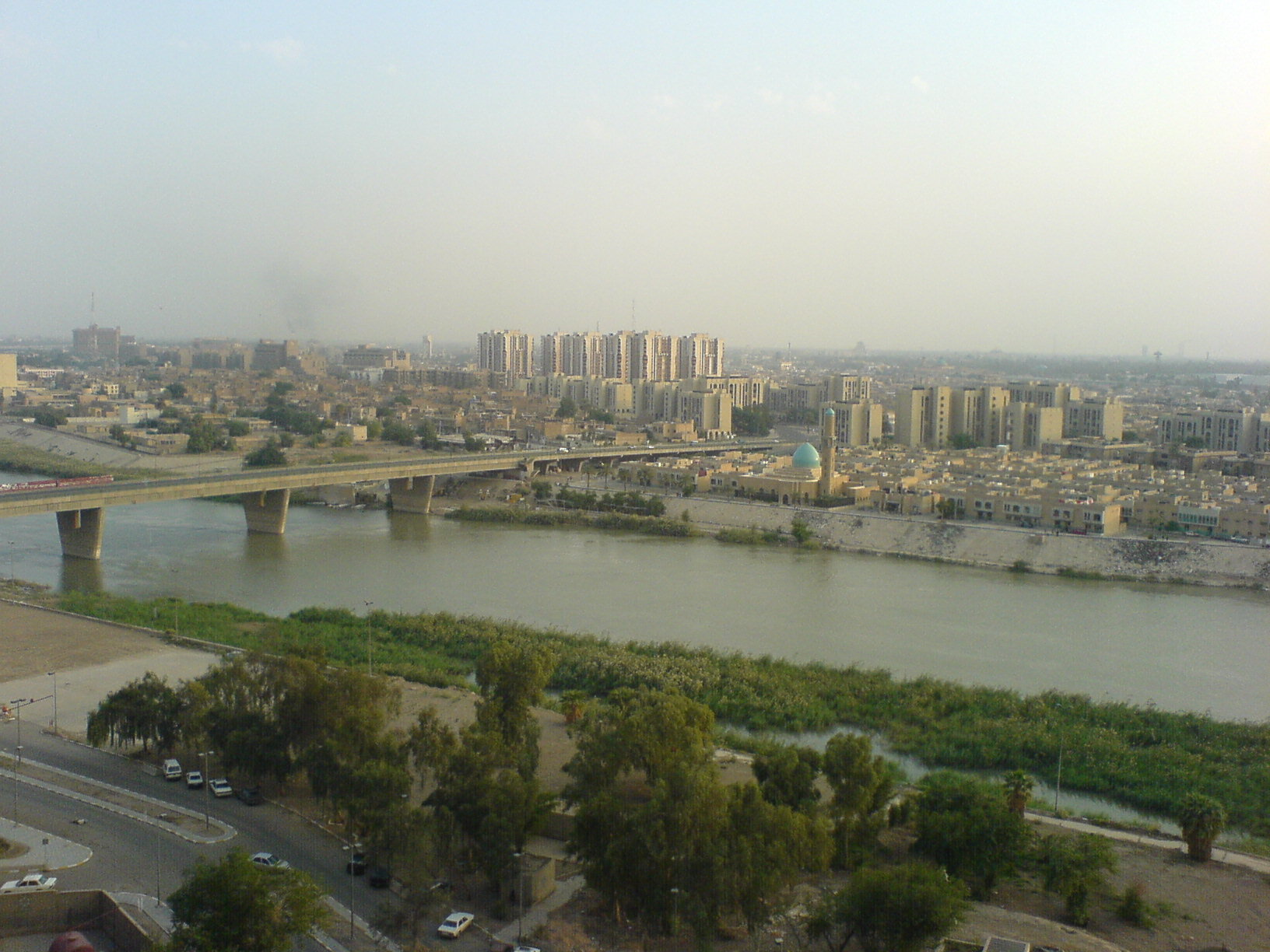
شارع حيفا، كما يظهر من مستشفى المدينة الطبية عبر نهر دجلة

قبل الغزو كان هناك 1200 شاحنة تعمل لجمع النفايات. ودمرت معظم المركبات أو فقدت في أعمال النهب التي استولت على العاصمة بعد الغزو الأمريكي. ويقدر نائب رئيس بلدية بغداد أن المدينة بحاجة إلى 1500 سيارة لجمع النفايات.

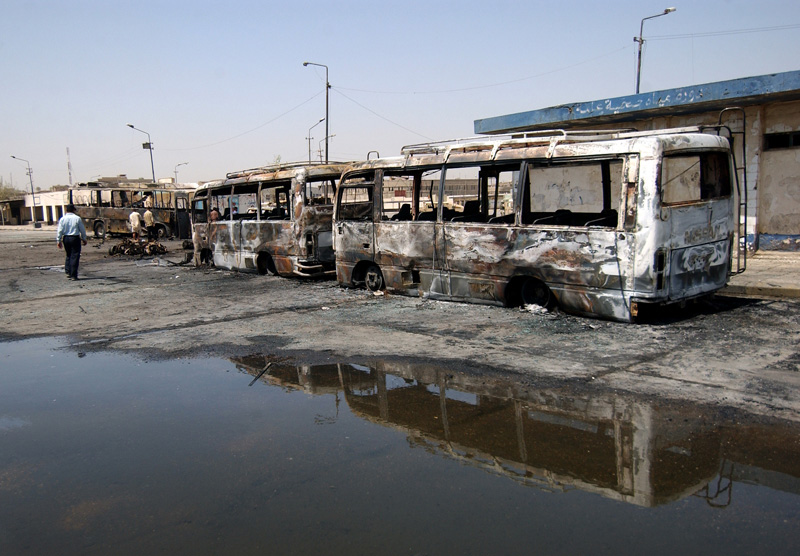
قصفت الحافلات خلال تفجيرات بغداد في 17 أغسطس 2005

## المتحف الوطني العراقي
في المتحف الوطني العراقي الذي كان مستودعًا افتراضيًا للكنوز من حضارات بلاد ما بين النهرين القديمة وكذلك الثقافة الإسلامية المبكرة، تمت سرقة أو كسر العديد من القطع الأثرية التي لا يمكن تعويضها والتي يبلغ عددها 170.000 (تم العثور عليها جزئيًا في أمان في وقت لاحق).  في 14 أبريل تم إحراق المكتبة الوطنية العراقية والأرشيف الوطني، مما أدى إلى تدمير آلاف المخطوطات من الحضارات التي يعود تاريخها إلى 7000 عام.

## النهب
ومع سيطرة القوات الأمريكية على العاصمة بدأ المدنيون العراقيون على الفور في نهب القصور والمكاتب الحكومية. في مستشفى اليرموك المهم، سُرقت ليس كل الأسرة فحسب بل جميع المعدات الطبية الكبيرة والصغيرة على حد سواء.  تمكن مستشفى آخر من الاستمرار في العمل بطريقة من خلال تنظيم المدنيين المحليين كحراس مسلحين.
نهب خطير تم وصفه في المتحف الوطني العراقي، والمتحف العراقي للفن الحديث، وجامعة بغداد، وثلاثة فنادق خمس نجوم: فندق الرشيد وفندق المنصور وبابل ومحلات السوبر ماركت المملوكة للدولة، والعديد من السفارات، والمصانع المملوكة للدولة. تم نهب حوالي 8500 لوحة ومنحوتة. بحلول عام 2010 تمت إعادة 1500 عمل فقط من أهم الأعمال.
بالإضافة إلى أعمال النهب، تم تدمير عدد من المعالم العامة. تم تفكيك تمثالين عامين مهمين في أعقاب الغزو الأمريكي عام 2003؛ أحدهما كان تمثال أبو جعفر المنصور الخليفة العباسي في القرن الثامن ومؤسس بغداد، والآخر كان النافورة المعروفة بنصب المسيرة (أو مسيرة البعث) التي كانت موجودة سابقًا في ساحة المتحف، وكلاهما تم تفكيكهما في أكتوبر 2005. تشير مؤرخة الفن، ندى الشبوط، إلى أن تدمير الفن العراقي في فترة ما بعد 2003 اتخذ شكلين ملموسين وغير ملموسين. لم يتم نهب الأعمال الفنية والمؤسسات الفنية أو تدميرها فحسب، بل عانى الإنتاج الفني أيضًا من عدم توفر المواد الفنية وفقدان العديد من المثقفين، بما في ذلك الفنانين، الذين أجبروا على النفي. قدرت وزارة الثقافة أن أكثر من 80 في المائة من جميع الفنانين العراقيين يعيشون الآن في المنفى. ساهم ذلك في خلق بيئة فشلت في رعاية الفنانين، وشهدت فنانين صغارًا صاعدين يعملون في فراغ.

## حظر التجول
وفُرض حظر تجول ليلي على المدينة بعد الغزو مباشرة. أعيد فرض حظر التجول في نهاية الأسبوع بالكامل خلال عام 2006، ولمدة ليلة واحدة خلال انتخابات 2010 في العراق.

## المباني المتضررة
- كنيسة القديس جورج الأنجليكانية[29]

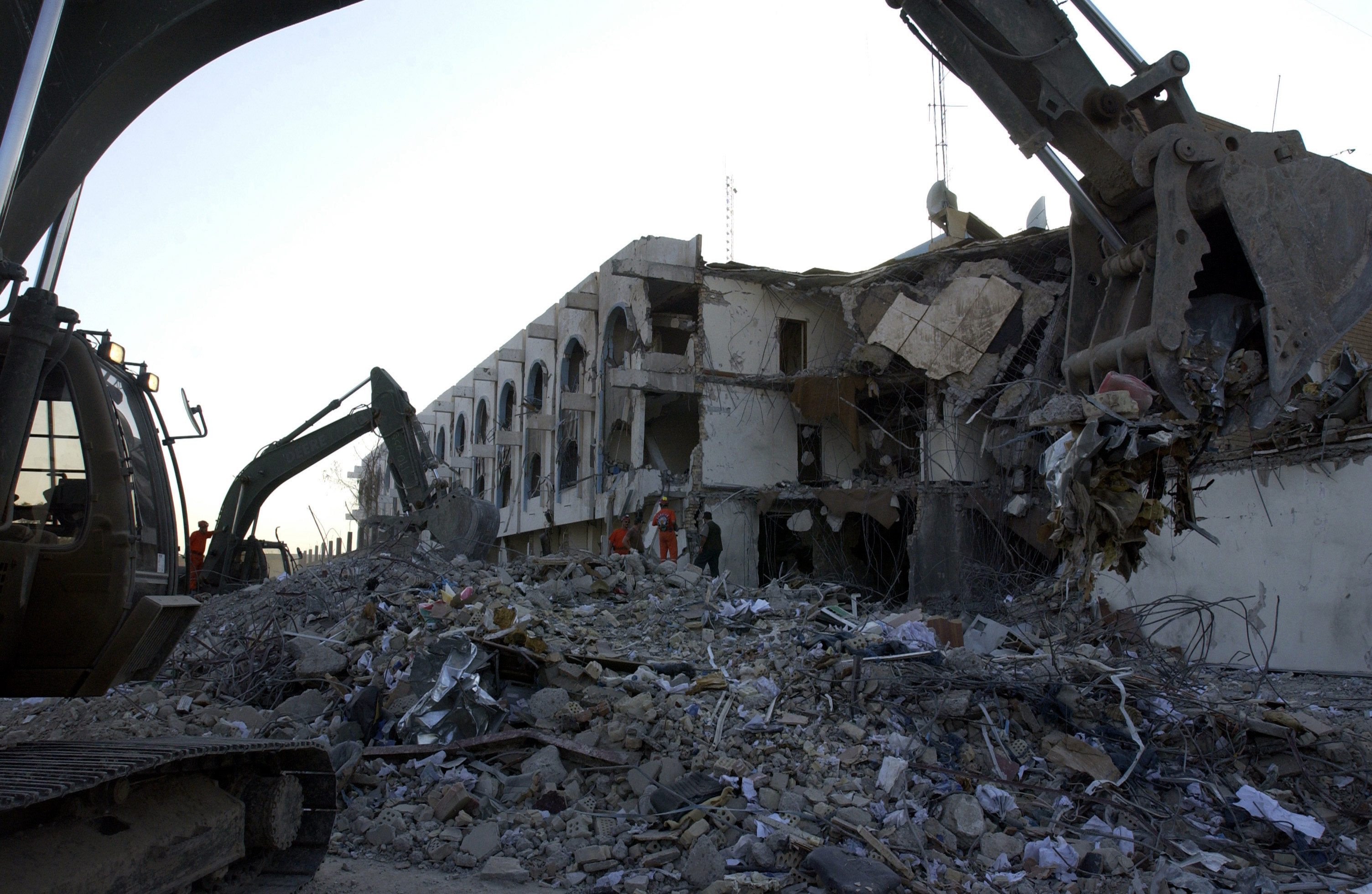
تفجير فندق القناة

- كان تفجير السفارة الأردنية في بغداد عام 2003 هو تفجير شاحنة مفخخة خارج السفارة الأردنية في العراق في 7 أغسطس / آب 2003.
- تدمير فندق القناة مقر الامم المتحدة في بغداد.

### غير تالف
وفقًا لموقع GlobalSecurity.org فقد تم الإبلاغ عن تعرض القصر الجمهوري في العراق وقصر السجود للتلف ولكنهما لم يصابوا بأذى.